# 奥莉加·阿努夫里耶娃
奥莉加·尼古拉耶芙娜·阿努夫里耶娃（俄語：Ольга Николаевна Ануфриева，羅馬化：Ol'ga Nikolaevna Anufriyeva，1974年8月18日—）俄罗斯政治人物，第8届国家杜马会议代表。1996年，她毕业于国立管理大学。两年后，她被聘为俄罗斯联邦税务局局长助理。自2000年以来，她一直是多个国家税务相关事务专家委员会和工作组的成员。
自2021年9月19日起担任第八届国家杜马代表。她代表统一俄罗斯党竞选汉特-曼西自治区。

## 制裁
他是美国财政部于2022年3月24日因2022年俄乌战争而受到制裁的国家杜马成员之一。出于同样的原因，他也招到英国政府的制裁。